# 汉堡会议中心
汉堡会议中心（Congress Center Hamburg）位于德国汉堡，毗邻植物与花卉公园，靠近汉堡达姆门车站。该中心拥有12,500个座位，于1973年4月14日启用。